# Cantonul Saint-Pol-de-Léon
Cantonul Saint-Pol-de-Léon este un canton din arondismentul Morlaix, departamentul Finistère, regiunea Bretania, Franța.

## Comune
- Île-de-Batz
- Mespaul
- Plouénan
- Plougoulm
- Roscoff
- Saint-Pol-de-Léon (reședință)
- Santec
- Sibiril